# Chiesa di Sant'Andrea Apostolo (Sangiano)
La chiesa di Sant'Andrea Apostolo è la parrocchiale di Sangiano, in provincia di Varese e arcidiocesi di Milano; fa parte del decanato di Besozzo.

## Storia
Nel 1901 venne presentato da Antonio Casati il progetto per la nuova parrocchiale di Sangano; l'opera trovò il supporto dal cardinale Andrea Carlo Ferrari. Il 31 gennaio 1903 avvenne la cerimonia di posa della prima pietra e il 3 dicembre dell'anno successivo la chiesa fu benedetta, per poi essere eretta a parrocchiale il 19 novembre 1906, affrancandosi così dalla matrice di Leggiuno.
I lavori di costruzione del campanile iniziarono nel 1909 e nei due decenni successivi la parrocchiale venne dotata di nuove suppellettili.
Nel 1972, in occasione della riorganizzazione territoriale dell'arcidiocesi voluta dal cardinale Giovanni Colombo, la parrocchia passò dal vicariato di Leggiuno, contestualmente soppresso, al decanato di Besozzo.
In epoca postconciliare la chiesa fu interessata dall'adeguamento liturgico, in occasione del quale si provvide ad installare la nuova mensa rivolta verso l'assemblea.

## Descrizione

### Esterno
La facciata a salienti della chiesa, rivolta a sudovest, si compone di tre corpi: la parte centrale presenta il portale maggiore lunettato e una trifora, mentre le ali laterali sono caratterizzate dagli ingressi secondari e da un oculo ciascuna; sotto le linee degli spioventi corre una fila di archetti pensili.
Annesso alla parrocchiale è il campanile a base quadrata, la cui cella presenta su ogni lato una monofora a tutto sesto ed è coronata dalla guglia di forma conica.

### Interno
L'interno dell'edificio, su cui si affacciano anche le cappelle laterali, è suddiviso in tre navate da colonne in granito di Suna sorreggenti degli archi a tutto sesto, sopra i quali corre la cornice modanata e aggettante su cui si imposta la volta a botte lunettata; al termine dell'aula si sviluppa il presbiterio, rialzato di alcuni gradini, ospitante l'altare maggiore e chiuso dall'abside di forma semicircolare.